# Campeonato Uruguaio de Futebol de 1949 – Segunda Divisão
A Segunda Divisão Uruguaia de 1949 ou Segunda Divisão do Campeonato Uruguaio de 1949, também conhecida oficialmente como Campeonato Uruguayo de Primera División "B" de 1949 ou simplesmente como Primera "B" de 1949, foi a oitava edição da segunda divisão profissional do futebol no Uruguai.
O Bella Vista, que liderava a edição de 1948 quando esta foi cancelada, conquistou o título e garantiu o acesso para a primeira divisão do Campeonato Uruguaio de 1950.
Na parte de baixo da tabela, o Bahía foi rebaixado para a Divisional Intermedia após terminar em último lugar com apenas 6 pontos.
A artilharia da temporada ficou com Juan Carlos Toja, jogador do Progreso, que marcou 15 gols ao longo da competição.

## Regulamento
O campeonato foi disputado no sistema de pontos corridos em turno e returno, totalizando 14 rodadas. O sistema de pontuação manteve-se com vitória valendo 2 pontos e empate 1 ponto. O campeão garantiu acesso à primeira divisão de 1950, enquanto o último colocado foi rebaixado para a terceira divisão.

## Participantes
Participaram da edição de 1949 os mesmos 8 clubes da edição anterior: Artigas, Bahía, Bella Vista, Canillitas, Miramar, Progreso, Racing e Sud América.

## Tabela
| Classificação | Classificação | Pts. | J  | V  | E | D  | GF | GC | SG  | Resultado final        |
| ------------- | ------------- | ---- | -- | -- | - | -- | -- | -- | --- | ---------------------- |
| 1             | Bella Vista   | 23   | 14 | 10 | 3 | 1  | 33 | 13 | 20  | Promovido como CAMPEÃO |
| 2             | Racing        | 21   | 14 | 9  | 3 | 2  | 30 | 12 | 18  |                        |
| 3             | Sud América   | 16   | 14 | 5  | 6 | 3  | 25 | 17 | 8   |                        |
| 4             | Progreso      | 16   | 14 | 5  | 6 | 3  | 27 | 27 | 0   |                        |
| 5             | Artigas       | 13   | 14 | 5  | 3 | 6  | 20 | 26 | −6  |                        |
| 6             | Miramar       | 9    | 14 | 3  | 3 | 8  | 13 | 26 | −13 |                        |
| 7             | Canillitas    | 8    | 14 | 4  | 0 | 10 | 27 | 37 | −10 |                        |
| 8             | Bahía         | 6    | 14 | 2  | 2 | 10 | 18 | 35 | −17 | Rebaixado              |

| Fonte: Segunda División Profesional (em castelhano) |